# Antoine Izméry
Antoine Izméry (assassinado em 11 de setembro de 1993) foi um empresário haitiano, ativista pró-democracia, militante próximo ao partido Fanmi Lavalas e apoiador do presidente Jean-Bertrand Aristide.

## Carreira
Izméry, que era descendente de palestinos e de fé católica, estava entre as pessoas mais ricas do Haiti. Ele foi um dos apoiadores mais proeminentes do ex-presidente Jean-Bertrand Aristide e ajudou a financiar sua campanha eleitoral. Na véspera das eleições de 1990 (que Aristide acabou vencendo), Izméry acusou o ex-presidente dos Estados Unidos Jimmy Carter de tentar garantir a vitória do rival de Aristide, Marc Bazin, considerado o candidato do governo estadunidense.
Quando Aristide, tendo sido eleito presidente, foi deposto e forçado ao exílio em 30 de setembro de 1991 na sequência do golpe de Estado ocorrido naquele ano, Izméry fundou a organização KOMEVEB (Komite Mete men pou Verite Blayi), que visava descobrir e divulgar os eventos em torno do golpe e promover o retorno do governo democrático. Em 1992, o irmão de Izméry, Georges, foi assassinado por um esquadrão da morte paramilitar associado ao novo regime. Antoine Izméry posteriormente apresentou uma queixa à Comissão Interamericana de Direitos Humanos sobre a morte, o que gerou uma resolução fortemente crítica.

## Assassinato
Em 11 de setembro de 1993, em plena ditadura do General Raoul Cédras, Antoine Izméry assistia a uma missa organizada pela KOMEVEB para recordar o massacre de São João Bosco ocorrido em 1988, onde várias pessoas foram mortas em um atentado contra de Aristide, quando ele era pároco. Poucos jornalistas ou defensores dos direitos humanos ousaram comparecer, pois havia uma grande chance na época de que tal reunião fosse atacada por paramilitares. Izméry declarou a jornalistas que havia sido advertido pela polícia de que haveria derramamento de sangue se o evento fosse adiante. Por volta das 6h, a igreja foi cercada por homens armados em trajes civis. Vários jornalistas foram espancados e detidos, e colocados sob a responsabilidade de Jackson Joanis, que chefiava a temida "Unidade Anti-Gangue" da polícia de Porto Príncipe. Enquanto isso acontecia, um grupo de dez homens forçou Izméry a sair do recinto da Igreja e o fez se ajoelhar antes de matá-lo com um único tiro na cabeça.

### Julgamento
Em setembro de 1995, depois que Aristide voltou ao poder, quatorze pessoas, incluindo o ex-líder paramilitar Louis-Jodel Chamblain e os policiais Jackson Joanis e Michel François, foram condenados à revelia e sentenciados a trabalhos forçados perpétuos pela morte de Izméry. Chamblain logo fugiu para o exílio na República Dominicana e Joanis para os Estados Unidos. Joanis foi posteriormente deportado para o Haiti em 2002, mas escapou durante a rebelião em 2004, que precedeu a segunda deposição de Aristide do poder.
No início de 2004, tanto Chamblain quanto Joanis se entregaram ao novo regime, do qual ambos eram partidários, e em 17 de agosto de 2004, os dois foram julgados novamente. Em um julgamento que durou apenas uma noite, a dupla foi absolvida. Apenas uma testemunha testemunhou para a acusação, e a condução do julgamento foi duramente criticada internacionalmente pela Comissão Interamericana de Direitos Humanos e pela Anistia Internacional. Esta última, alegou que testemunhas relevantes permaneceram escondidas temendo por suas vidas, que as evidências do primeiro julgamento contra os réus desapareceram e que nenhuma tentativa foi feita para prender os outros doze homens do julgamento original.